# 伊宁解放组织
伊宁解放组织，是1944年在苏联支持下于新疆伊宁成立的民间组织，在苏联支持下组织了伊宁事变。

## 成立
在盛世才对新疆的长期统治下，新疆的社会矛盾、民族矛盾异常突出。1942年，新疆省统治者盛世才由亲苏亲共变为反苏反共。中国国民党势力进入新疆。这严重损害了苏联在新疆的利益，威胁苏联边境地区安全。苏联乃积极支持新疆的少数民族反对盛世才、中国国民党对新疆的统治，企图在新疆建立稳定的亲苏政权。伊犁是新疆最富裕的地区，且和苏联接壤，很受苏联重视。苏联派遣各类干部及人员进入新疆各地活动，其中又以北疆的伊犁、塔城、阿山为主要活动地区。
1943年8月间，在南疆各地、迪化、北疆各地发现了各种以“解放组织”名义散发的宣传小册子。由此可知，苏联在新疆正在支持民族运动。日后的三区革命领导人将“三区革命”称为“民族解放运动”、“民族解放革命”、“民族解放斗争”等等，认为“三区革命”是当地民族反对民族压迫的武装斗争。伊宁解放组织的名称及宗旨正是由此种思想而来。
1943年至1944年，以苏联驻伊宁领事馆领事达巴申、副领事波列索夫为中心，在伊犁各界成立了各种秘密组织，在伊斯兰教界人士中发展了艾力汗·吐烈、阿不都木塔艾力·海里潘等人，在各民族上层人士中发展了阿奇木伯克·霍加等人，在左翼知识分子及青年学生中发展了阿不都克里木·阿巴索夫等人，在国军少数民族官兵及俄国十月革命之后来伊犁的俄罗斯人（新疆称之为“归化族”）中也进行活动。
在苏联驻伊宁领事馆的支持下，1944年4月9日，伊宁解放组织成立，领导成员共12人，主席为艾力汗·吐烈，主要领导成员有阿不都克里木·阿巴索夫、哈斯木江·坎比里、阿不都木塔艾力·海里潘、热合木江·沙比尔阿吉、加尼·尧力达西、努拉努丁拜克（Nureddin Bek）、阿不都鲁甫·买合苏木、沙里江巴依·巴巴江、穆义丁（Muhiddin Ahun Kanat）、莫合买提江·买合苏木等人。可见成员大多数为伊斯兰教上层人士、富商、大地主、牧主，也有少数左翼青年。
伊宁解放组织由苏联驻伊宁领事馆领事达巴申、副领事波列索夫直接领导。

## 活动
苏联驻伊宁领事馆官员曾多次与艾力汗·吐烈等人会谈，声称带来了斯大林的问候并表示苏联愿帮助实现独立，对1933年协助盛世才镇压新疆民族独立运动表示遗憾，称有关苏联官员已受处罚。但艾力汗·吐烈对苏联政府仍有疑虑，他在伊宁解放组织会议上指出，无论沙皇俄国还是苏联都曾背叛过东突民族事业，故忧虑与苏联合作将重韬覆辙。但伊宁解放组织重要成员哈斯木江·坎比里则建议可策略性利用苏联完成独立。
伊宁解放组织提出的主要任务为：一是在群众中开展反对盛世才、中国国民党反动统治的宣传，引导群众参加革命；二是在伊犁组织武装暴动；三是团结全疆革命团体，消灭反动派军队，成立自由、解放、民主的政权。
伊宁解放组织将伊宁的拜图拉清真寺（艾力汗·吐烈任伊玛目）作为活动据点，在封建上层人士、伊斯兰教人士中秘密串连。当时，“泛伊斯兰主义”、“泛突厥主义”思潮在社会上泛滥。伊宁解放组织利用伊斯兰教仪式，对各民族群众进行宣讲，宣讲中既有反对盛世才、中国国民党统治的内容，又有“泛伊斯兰主义”、“泛突厥主义”、民族分裂主义的内容。其中将盛世才、中国国民党及各少数民族上层势力对各族人民的压迫造成的痛苦，一概说成是因为“异教徒”的“汉人统治”而造成，号召少数民族民众参加反汉排汉的“圣战”。此外，伊宁解放组织还在上层人士、知识分子、学生、国军中的少数民族士兵中进行宣传。
1944年10月间，伊宁解放组织领导人艾力汗·吐烈与地下组织领导人阿不都海依尔·吐烈共商暴动事宜。

## 伊宁暴动
1944年11月初，正值新疆省军被阿山暴动牵制，伊犁驻军被巩哈暴动牵制，苏联驻伊宁领事馆认为伊宁暴动条件已经成熟，便派人向苏联求援，并调动苏联侨民帕提赫·莫斯里莫夫领导的巩哈游击队进攻伊宁，同时在伊宁城内发动并武装群众。1944年11月6日，阿巴索夫与苏联军官亚历山德罗夫率领一支60多人的军队从霍城边境潜入伊宁，与伊宁解放组织组成了军事指挥部，亚历山德罗夫担任负责人。同日，列斯肯率部袭击了芦草沟区派出所，占领了芦草沟，切断了迪伊公路。当天晚上，巩哈游击队三个大队抵达伊宁城郊待命。11月7日，正值苏联十月革命纪念日，伊宁暴动开始，在巩哈游击队的进攻及城内苏军与武装人员的策应下，伊宁驻军中的少数民族士兵发生哗变。11月10日，伊宁全城被攻占，伊宁守军残部及各地逃到伊宁的汉族官民8000余人，撤往伊宁城郊的伊宁机场及艾林巴克、鬼王庙两处高地固守。此即伊宁事变。三区革命由此开始。
伊宁事变发生后，1944年11月12日，伊宁解放组织在维、哈、柯俱乐部召开大会，宣布成立东突厥斯坦共和国临时政府。临时政府以艾力汗·吐烈等16人组成临时政府委员会，临时政府委员会推举艾力汗·吐烈为主席，阿奇木伯克·霍加为副主席，阿不都鲁甫·买合苏木为秘书长。苏联军官亚历山德罗夫担任游击队总司令，统一指挥在各地作战的全体武装力量。